# Sano Shunt
Der Sano Shunt (auch Right-Ventricle-to-Pulmonary Artery Shunt) ist eine künstlich hergestellte Verbindung von der rechten Herzkammer zum Truncus pulmonalis mittels eines Conduits. Er wird zum Beispiel bei der Norwood-Operation zur Palliation beim Hypoplastischen Linksherzsyndrom verwendet. Bei der Norwood-Operation werden auch andere Shunts und Verfahren verwendet wie der modifizierte Blalock–Thomas–Taussig Shunt.
Im Rahmen dieser Operation kommt es beim Sano Shunt zu einer geringeren Mortalität im Vergleich zum Modifizierten Blalock–Thomas–Taussig Shunt (26,3 % und 36,4 %). Nach 12 Monaten kommt es zu keinem Unterschied. Die Auswahl des Verfahrens hängt maßgeblich von den individuellen Charakteristiken und dem Zentrum ab.

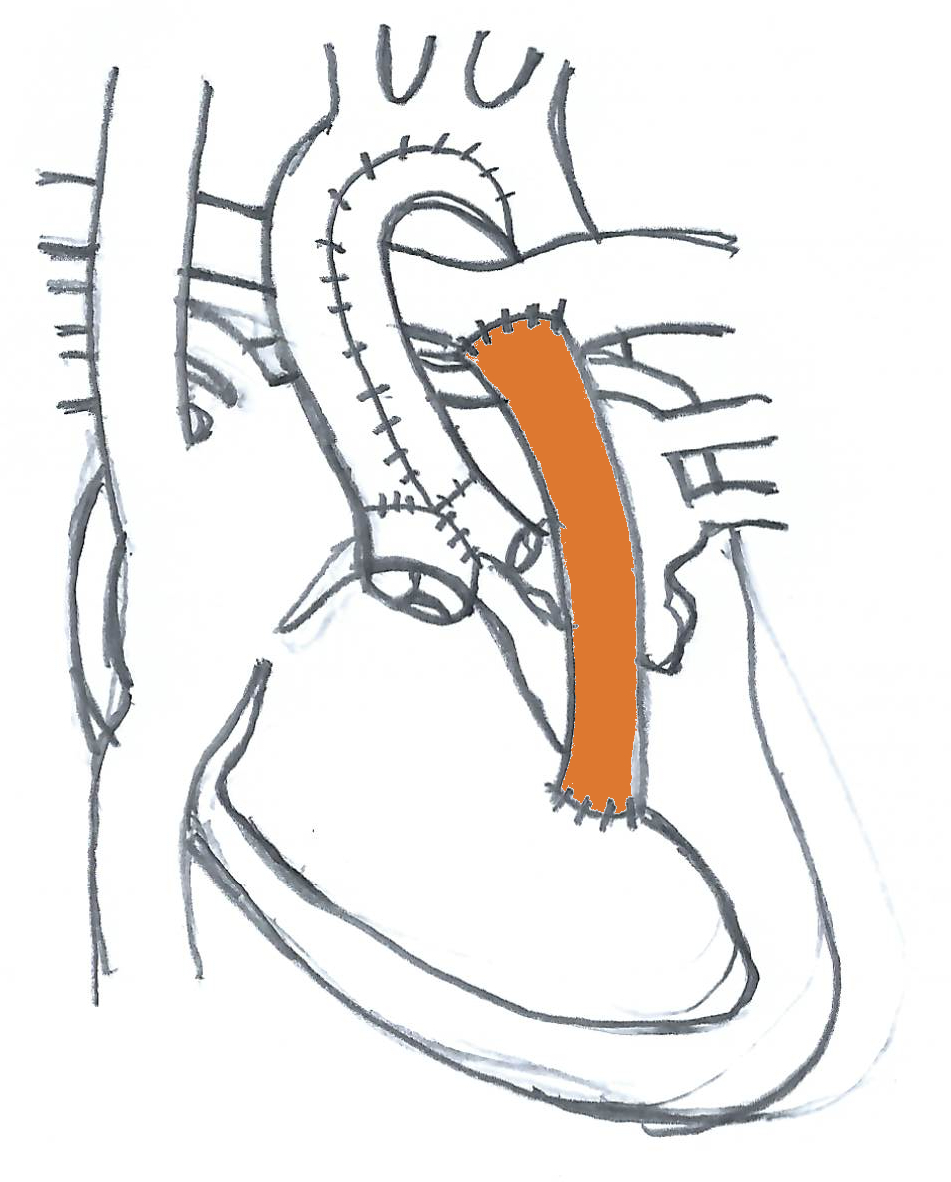
Der Sano Shunt (orange) verbindet den rechten Ventrikel mit dem Pulmonalarterien Hauptstamm. Er wird unter anderem in der Norwood-Operation verwendet.

Vorteile sind eine günstigere Koronarperfusion während der Diastole. Nachteile sind Shuntstenosen und das operative Trauma am rechten Ventrikel. Im Gegensatz zum Blalock–Thomas–Taussig Shunt erfolgt die Perfusion vorwiegend in der Systole.
Diese Operation wurde vom japanischen Herzchirurgen Shunji Sano (geb. 1953) im Jahr 2003 eingeführt.